# بریلیم بوروهیدرید

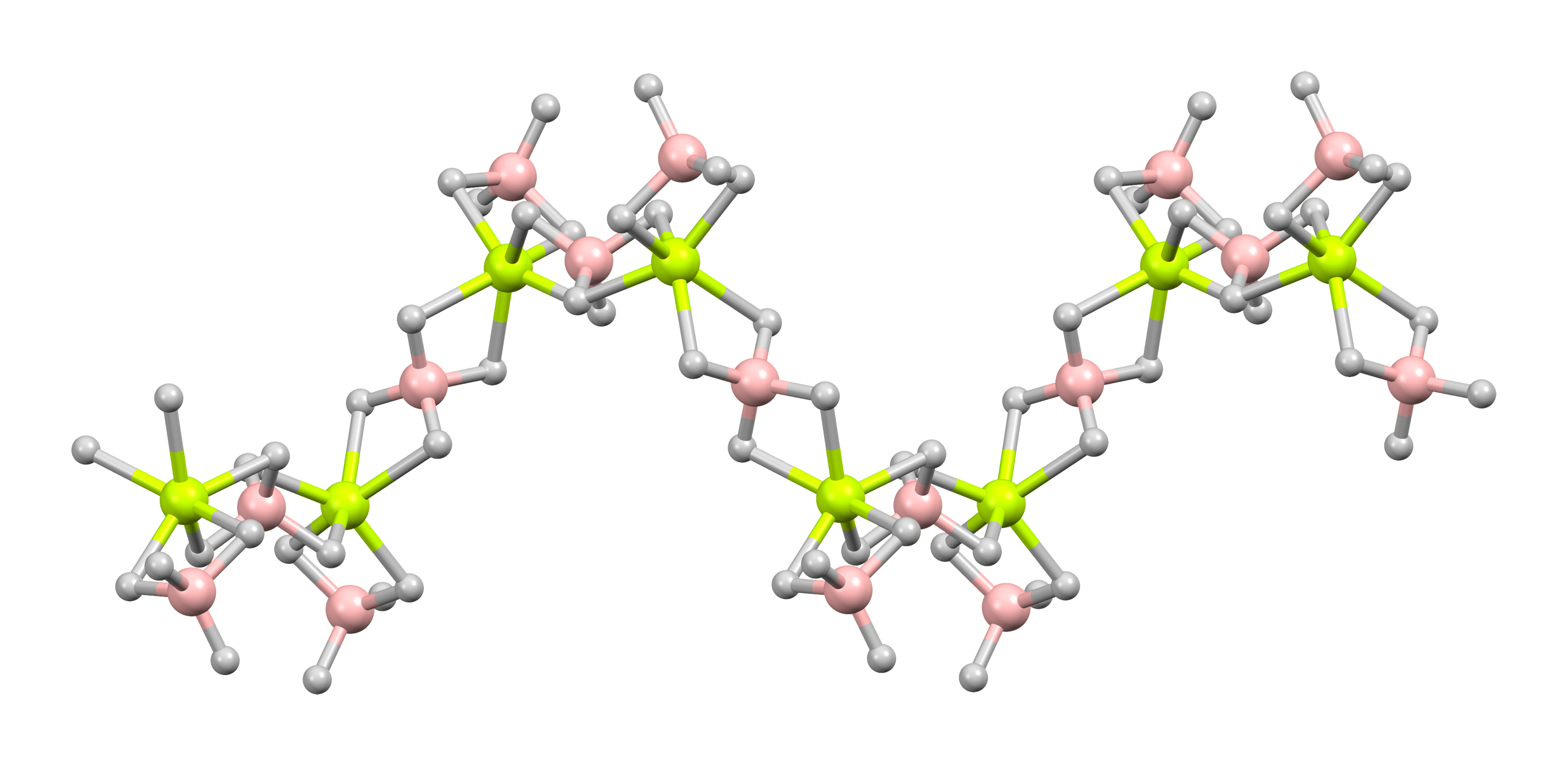
مدل گلوله و میله پلیمر بوروهیدرید برلیم

بوروهیدرید برلیم (به انگلیسی: Beryllium borohydride) با فرمول شیمیایی Be(BH۴)۲ یک ترکیب شیمیایی است. که جرم مولی آن ۳۸٫۷ g/mol می‌باشد.